# Manoba geminata
Manoba geminata är en fjärilsart som beskrevs av Paul Mabille 1899. Manoba geminata ingår i släktet Manoba och familjen trågspinnare. Inga underarter finns listade i Catalogue of Life.